# 怡心園

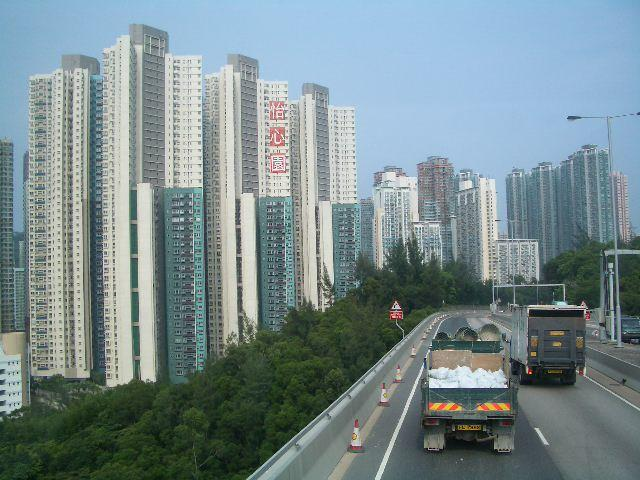
發展商特意把怡心園廚廁等非噪音敏感空間安排至面向將軍澳隧道公路的外牆立面，同時避免廳房窗戶面向公路，以降低汽車噪音滋擾。

怡心園（英語：Serenity Place，原稱：怡沁園）是香港新界將軍澳寶林的一個市值發展項目，位於香港新界將軍澳寶康路88號，由香港房屋協會發展的住宅物業，由許李嚴建築師事務設計，瑞安承建承建，本來是夾心階層住屋，房協於1999年停止夾心階層住屋計劃後改為私人住宅出售。
屋苑於1999年1月入伙，共有5座住宅大樓，一層八伙住宅單位，提供1,526個單位，附設有私人住客會所及車位509個，基座設有小巴及的士站，但一直未有開放。
怡心園位於將軍澳新市鎮北部，鄰近寶豐路、寶康路及陶樂路，距離港鐵寶琳站10分鐘步程，住戶也可以在寶琳站乘小巴10M線前往。

## 住客會所
住客會所包括閒坐間、健身室、兒童遊戲室、乒乓球室、跳舞室、兒童遊樂園、平台花園、乒乓球桌、棋區、緩跑徑、燒烤場。有厠所可以抹身。

## 附近學校

### 小學
- 聖公會將軍澳基德小學（2004年創辦）

### 中學
- 保良局羅氏基金中學（2004年創辦）
- 邱子文高中學校（2004年創辦，2014年改為青年學院）

### 特殊學校
- 將軍澳培智學校 （页面存档备份，存于）（1979年創辦）

## 外部連結
- 將軍澳怡心園 官方網頁(香港房屋協會)
- 怡心園住戶網